# Southport Football Club
Maillots
Le Southport Football Club est un club anglais de football basé à Southport dans le Merseyside. Le club joue ses matchs à domicile à Haig Avenue, qui peut accueillir 5 414 personnes. Les joueurs sont surnommés les Sandgrounders. Le club s'est surtout distingué en remportant le championnat de quatrième division de Football League en 1973, mais il a également remporté de nombreux titres en dehors de la ligue.
Fondé en 1888 sous le nom de Southport Central, le club est membre de ligues régionales telles que la Lancashire League, la Lancashire Combination et la Central League pendant de nombreuses années jusqu'en 1921, date laquelle il est invité à devenir un membre fondateur de la Football League Third Division North nouvellement créée. Southport est membre de la Football League de 1921 à 1978. Le club n'a pas réussi à se maintenir en 1978 est depuis membre de la Northern Premier League (1978 à 1993), de la Football Conference (1993 à 2003) et de la Northern Premier League Premier Division (2003-2004). Southport est transféré dans la nouvelle National League North en 2004 et, depuis lors, a joué soit dans cette division (6e échelon), soit dans la National League (5e échelon). En 2017, Southport est relégué de cinquième à sixième division et actuellement (2022-2023), il joue à nouveau en National League North.
Avant leur création, un certain nombre d'équipes amateurs jouaient dans la ville, la pus ancienne ayant été formée en 1881 à partir des restes d'une équipe de rugby qui avait échoué, et a participé à la FA Cup lors du tournoi de 1882-1883. La meilleure performance de Southport en FA Cup a lieu en 1930-1931, lorsqu'ils atteignent les quarts de finale (huitièmes) mais sont battus 9-1 par Everton à Goodison Park. Southport connaît un autre bon parcours en FA Cup en 1965-1966 en atteignant le cinquième tour (huitième de finale) et en étant battu 2-0 par Hull City à Boothferry Park. Southport participe à la Football League Cup de 1960 à 1978, mais n'a jamais dépassé les deux premiers tours. L'équipe atteint la finale du FA Trophy en 1997-1998, disputée dans l'ancien stade de Wembley, mais s'est inclinée 1-0 face à Cheltenham Town.

## Histoire

### 1881-1886: club amateur originel
Bien que les écoles privées de la ville aient commencé à jouer au football à la fin des années 1870, le premier club n'a été créé dans la ville qu'en novembre 1881. Portant le nom de Southport Football Club, le club était à l'origine un club de rugby, le « handling code » étant pratiqué en compétition depuis 1872.
C'est un ancien international gallois, Thomas Blundell Burnett, qui est à l'origine de cette décision. Dans l'histoire du Southport Football Club, le rôle de Burnett est très important. Il est l'instigateur du changement, le secrétaire du nouveau club et le capitaine. Il est le pionnier du football à Southport.
Le club joue ses matchs sur un terrain situé en face de l'entrée de Chambers Road, à l'angle de Scarisbrick New Road et d'Ash Street, donnant sur Trap Lane (l'actuelle Southbank Road), à peu près à l'endroit où se trouve aujourd'hui Westmoreland Road. Il y a suffisamment d'espace pour plusieurs terrains, dont l'un est utilisé par le club de Southport Olympic Rugby.
Encouragé par sa première année, Southport rejoint les associations de football du Lancashire et de l'Angleterre et participe aux coupes anglaises, du Lancashire et du Liverpool and District Challenge Cups. L'aspect compétitif des matchs de coupe suscite un vif intérêt. Le 7 octobre, Southport reçoit les Liverpool Ramblers pour leur premier match de la F.A. ou de l'English Challenge Cup, nom portée par la compétition à cette époque. Ce match est suivi par 300 spectateurs, dont de nombreuses supportrices, et se solde par un match nul 1-1, Ambler marquant pour Southport à la suite d'une belle passe d'Arthur Dalby.
Lors de la saison 1884-1885, le club fusionne avec la Southport Athletic Society. L'équipe s'installe au Sports Ground, sur Sussex Road. Il est décidé à l'unanimité de remplacer les maillots rouges par des maillots de flanelle rayés rouge et blanc. Les Reds sont donc désormais connus sous le nom de The Stripes.
Au fur et à mesure que le football gagne en popularité, d'autres clubs voient le jour dans la ville. Southport Wanderers, High Park, Churchtown et Southport Old Boys comptent parmi les plus importants. Cependant, le Southport Football Club est considéré comme la meilleure équipe de la ville.
En dehors du terrain, le club n'est pas en bonne santé et, lors de la saison 1885-1886, il doit faire face à une féroce concurrence de la part de 26 autres clubs de la ville. Southport réduit sa cotisation annuelle à cinq shillings pour tenter de rivaliser, mais est ensuite contraint de rompre ses liens avec l'Athletic Society. Dans le rapport annuel de l'Athletic Society, le comité regrette « son lien malheureux avec le Football Club, qui a entraîné une dépense de 88,3 shillings pour la Society ».
Après cinq ans d'existence, le premier club de football de Southport ferme ses portes.

### Southport Wanderers: 1884-1888
Les Southport Wanderers sont créés en tant qu'équipe amateur en 1884 par des membres du club de rugby Southport Olympic. Dès l'été 1886, les Wanderers sont devenus l'un des clubs le plus populaire de la ville. En fait, à l'époque de la disparition du Southport Football Club originel, ils étaient en mesure d'aligner régulièrement un premier et un deuxième onze, ce que le club originel avait eu du mal à faire pendant une grande partie de la saison 1885-1886.
Lors de l'assemblée générale des Wanderers en juin 1886, à laquelle un représentant de l'association originale de Southport est présent, les Wanderers ont invité le Southport Football Club à fusionner.
Au moins six anciens joueurs de Southport et de nombreux supporters ont transféré leur affiliation à Southport Wanderers. Pour la saison 1886-1887, les Southport Wanderers s'installent sur un nouveau terrain à Scarisbrick New Road. Il s'agissait d'un grand terrain clôturé, suffisamment grand pour accueillir trois matchs à la fois. Une tribune couverte, pouvant accueillir 140 spectateurs, et une tente pour les vestiaires étaient prévues. Trois vaches qui paissaient sur le terrain se retiraient derrière la tribune pendant les matchs.
Lors d'une assemblée générale tenue au Mather's Saleroom sur Chapel Street, il est décidé à l'unanimité que le club s'appellerait à l'avenir « Southport Football Club », ce qui lui confère un caractère représentatif qu'il n'avait pas jusqu'à présent.

### Un nouveau club professionnel - Southport Central: 1888-1921
Le 2 juin 1888, le journal Southport Guardian révèle qu'il existe un projet dans la ville visant à créer un club de football aux « proportions gigantesques » en recrutant une équipe de joueurs étrangers.
Au cours de l'été 1888, année de la création de la Football League, le jeu gagnant en popularité, on estime qu'une équipe de plus haut niveau doit être formée pour représenter le district. L'idée est accueillie favorablement et la première réunion convoquée pour former un tel club eut lieu le 12 juin aux Victoria Galleries sur Chapel Street.
Lors d'une deuxième réunion, tenue au Railway Hotel une semaine plus tard, Robert McGown (rapporté par erreur dans le Guardian sous le nom de « McGowan »), ancien secrétaire du club de High Park, propose avec succès que le nom du club soit « Southport Central Association Football Club ».
Lorsque la proposition de former un comité a été soumise aux votes, onze personnes ont voté pour, aucune contre et 19 se sont abstenues. M. James, de Hoghton Street, est nommé trésorier honoraire, Edwin Ramsbottom secrétaire et un comité exécutif est constitué.
Lors d'une réunion tenue le 29 août, M.J.B. Watson, expliquant les objectifs du club, déclare qu'il était susceptible de placer Southport dans le peloton de tête du football, avec pour résultat certain d'attirer une foule accrue de visiteurs dans la ville, et il est confirmé que les « talents étrangers » seraient attirés en payant les joueurs.
Le bilan de la première saison du club est le suivant : 40 matchs joués, 21 victoires, 6 nuls et 13 défaites.
L'événement qui suscite le plus d'enthousiasme dans la ville est la visite de Preston North End, qui vient de réaliser le doublé championnat-coupe. Ils viennent à Southport le 13 mai et reçoivent un accueil enthousiaste à leur arrivée à la gare. Ils sont conduits au terrain derrière une fanfare. Il y a une affluence record de 3 500 spectateurs et North End gagne 4-2 bien que Central ait été renforcé pour l'occasion par Forbes, Townley et Southworth des Blackburn Rovers.
Le club rejoint la toute nouvelle Lancashire League. Après le succès de la Football League, il n'est pas surprenant qu'il y ait une demande pour une compétition de comté dans le Lancashire. Lors d'une réunion organisée par le secrétaire du club d'Earlestown, la Lancashire League se concrétise. Isaac Smith, président du Central, devient le premier trésorier de la ligue.
Au début de la saison 1905–1906, Central déménage dans son stade actuel, Haig Avenue, qui est alors connu sous le nom d'Ash Lane. En 1911, le club devient membre fondateur de la Central League. En 1918, le club est rebaptisé Southport Vulcan – après avoir été racheté par la Vulcan Motor Company – devenant ainsi le premier club à prendre le nom d'un sponsor.

### 1920-1978: championnats et problèmes économiques
En 1921, le club appelé désormais simplement Southport, rejoint la ligue anglaise de football, et devient membre fondateur de la troisième division nord. Il reste dans cette division durant plusieurs années sans grands changements et ce n'est qu'en 1931 que le club connait son premier véritable exploit en devenant le premier club de troisième division nord a rejoindre le sixième tour (quarts de finales) de FA Cup, match qui se terminera par une défaite 9-1 contre l'équipe d'Everton. Un an plus tard, le club enregistre son record d'affluence, avec 20 010 spectateurs venus assister au match contre Newcastle United au quatrième tour de la FA Cup.
Ayant fini dans la deuxième moitié de tableau à la fin de la saison 1957-1958, le club est relégué en quatrième division anglaise après la réorganisation de la troisième division nord et de la troisième division sud en troisième et quatrième divisions. La première montée du club a lieu à la fin de la saison 1966-1967, lorsqu'il termine deuxième de quatrième division derrière Stockport County, sous la direction de Billy Bingham, qui dirige ensuite l'équipe nationale d'Irlande du Nord. Le club est relégué en quatrième division en 1970, mais est promu à nouveau en 1973 en terminant champion de quatrième division. La saison suivante, le club est à nouveau relégué en quatrième division. Cette situation marque le début d'une période de déclin, avec une baisse des affluences - parfois à trois chiffres - et un terrain qui se dégrade.
La catastrophe survient en 1978, lorsque le club est exclu de la Football League après trois 23e places consécutives (sur 24) et est remplacé par Wigan Athletic. Le vote n'aurait pas pu être plus serré, les clubs ayant fait match nul au premier tour (alors que beaucoup s'attendaient à ce que Rochdale soit éliminé), mais la supériorité de Wigan en matière de démarchage lui a permis de remporter le second tour. Southport est le dernier club à quitter la Football League à l'issue du processus de réélection. La relégation automatique de la quatrième division est introduite en 1986-1987.

### Football hors-ligue: à partir de 1978
Après plusieurs saisons à South Liverpool, Brian Kettle est nommé entraîneur et joue un rôle déterminant dans l'une des périodes les plus fastes du club. Kettle a une tâche difficile dès le départ, sa première saison le voyant débuter avec seulement trois joueurs : Andy Johnston, Stuart Bimson et le capitaine du club Rob Sturgeon. Après un mauvais début de saison qui voit le club en position de relégable jusqu'à la mi-octobre, après avoir recruté plusieurs nouveaux joueurs comme Ossie Smith, Bob Howard, Steve Whitehall, Steve Holden, Peter Wright, Alan McDonald, le retour de Ian Baines et pour la troisième fois Tony Quinn, ils terminent la saison à une très respectable septième place en Northern Premier League, à 38 points des champions Colne Dynamoes, mais ne sont pas élus pour la montée et finissent par disparaître.
La saison 1990–1991 est très excitante pour le club. Grâce aux talents de buteur de Holden et Whitehall, le club atteint les 100 buts en championnat en mars et participe à quatre demi-finales, n'en perdant qu'une seule. En fin de compte, en raison des coupes, les performances en championnat ont souffert et le club n'a réussi qu'à terminer à la cinquième place. Cependant, un regain d'optimisme s'est installé chez les supporters.
La saison 1991–1992 débute de manière épouvantable pour le club en raison de la perte de joueurs-clés au cours de l'été. Holden et Whitehall partent tous les deux en quelques semaines, le second s'en allant pour la somme record de 25 000 £ à Rochdale. Kettle doit reconstruire une fois de plus, mais les choses ne se déroulent pas comme prévu. Le club reste en bas du tableau jusqu'en septembre et ne remporte son premier match que début octobre. Après une série de bons résultats, le club réussit à remonter dans le classement pour terminer une fois de plus à la septième place.
La saison 1992–1993 est l'une des plus importantes de l'histoire récente du club. Southport remporte le championnat avec 96 points et marque à nouveau 100 buts. Le club remporte deux autres coupes et fait un excellent parcours en FA Cup, atteignant le deuxième tour pour la première fois depuis 1968.
En 1998, le club effectue son premier (et unique) déplacement à Wembley, où il s'incline 1-0 face à Cheltenham Town en finale du FA Trophy. 10 000 supporters de Southport ont fait le déplacement à Londres pour assister au match.

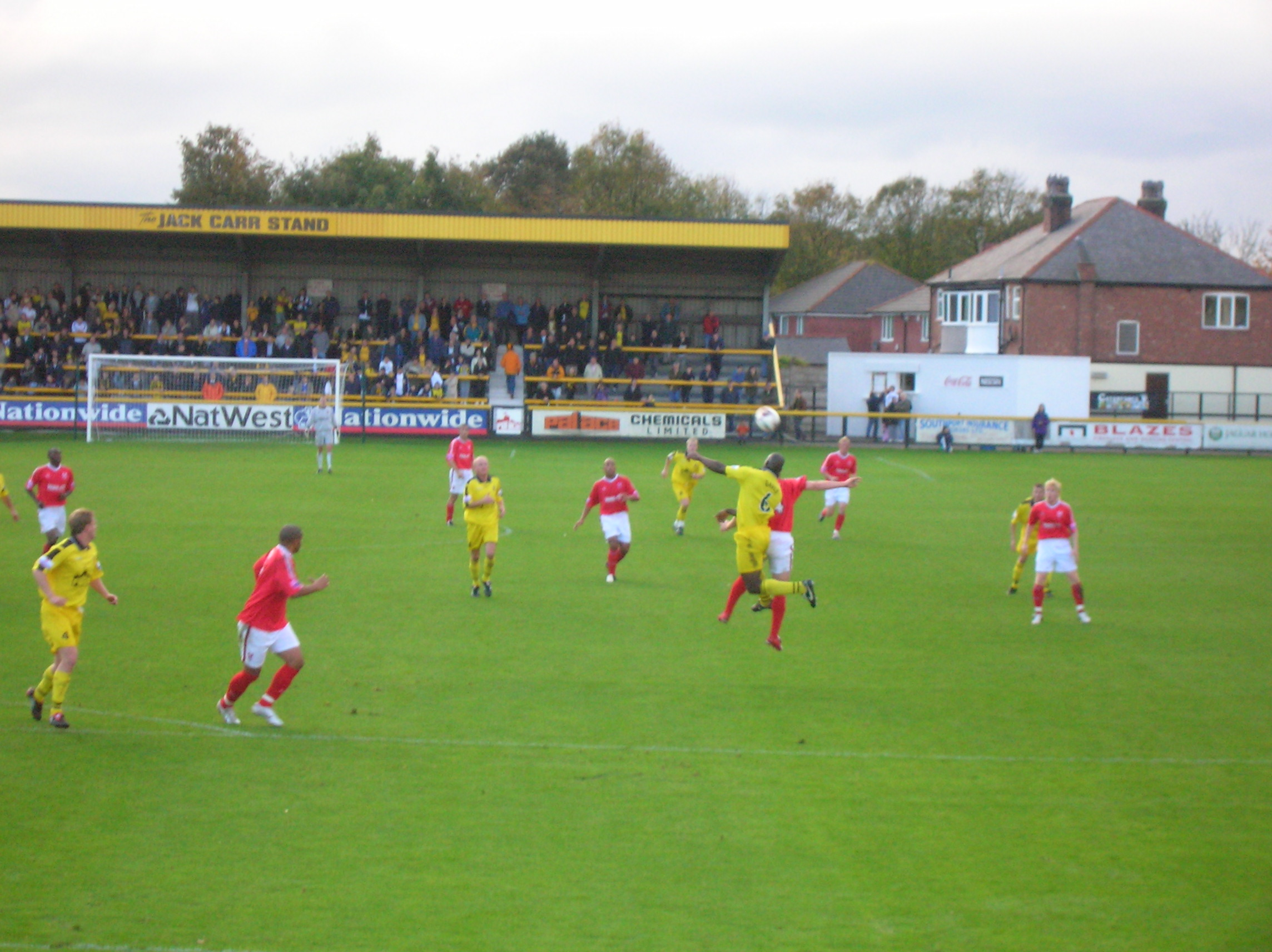
Southport (en jaune) contre Kidderminster Harriers à Haig Avenue, 22 novembre 2005.

Le club est relegué en Northern Premier League à la fin de la saison 2002-2003. Il devient membre fondateur de la nouvelle Conference North en 2004-2005, et est le premier champion de la ligue, obtenant une promotion dans la nouvellement renommée Conference National. Lors de la saison 2005-2006, Southport passe la majeure partie de son temps en bas du classement, mais réussit à assurer sa survie grâce à une série de cinq matchs sans défaite qui se termine par un match nul 1-1 à l'extérieur contre le troisième, le Grays Athletic, le 25 avril. L'entraîneur de l'époque, Liam Watson, déclare que cet exploit est le plus impressionnant que la conquête du titre la saison précédente.

### Plein-temps: 2006-2008
En 2006, le club passe à temps plein, Liam Watson ayant rejoint Burscough à la fin de la saison et Paul Cook ayant été nommé nouvel entraîneur. Cela conduit à un remaniement massif de l'équipe, de nombreux joueurs ne voulant pas ou ne pouvant pas passer à temps plein. Cette situation s'avère désastreuse. Cook doit constituer un groupe complet avec seulement six joueurs de l'équipe d'origine. Après une série de mauvais résultats, son contrat est résilié le 3 janvier 2007.
Le premier match après le départ de Cook a vu Dino Maamria et Steve Whitehall prendre les rênes de l'équipe et ils réussissent à mener l'équipe à une victoire 3-1 à domicile contre Grays, un match qui a également vu Carl Baker faire sa 100e apparition sous le maillot de Southport.
Le seul autre match de l'équipe dirigé par Maamria et Whitehall est une défaite 2-1 en FA Trophy face à Salisbury. Deux semaines plus tard, Peter Davenport, qui a déjà connu une période d'invincibilité en tant qu'entraîneur intérimaire en 2001, est nommé pour succéder à Cook.
La nouvelle équipe de Davenport, aidée par des recrutements importants lors du mercato, commence à produire des résultats corrects. Cependant, cela ne dure pas longtemps, et en raison de la tendance de Southport à encaisser des buts en fin de match dans la plupart des rencontres, le club semble destiné à la relégation. Néanmoins, quatre victoires consécutives, à deux matchs de la fin de la saison, maintient l'espoir de se sauver. Néanmoins, les deux derniers matchs opposent Southport à des candidats au barrage, York City et Exeter City. Après avoir perdu sur un penalty de Clayton Donaldson contre York, les Sandgrounders sont relégués le mardi suivant, sans même avoir joué un match, après que Grays et Halifax, luttant également pour le maintien, aient tous deux remporté leur match.
Le club reste à plein temps, cherchant à remonter directement en étant titré champion.
Southport recrute Neil Prince et Karl Noon, respectivement en provenance de Stalybridge Celtic et de Marine. Peter Davenport recrute également le gardien de but Richard Whiteside, le milieu de terrain Dave Prout et l'arrière-droit Chris Lever après des essais à Oldham. La plus grande annonce du mercato est le départ de l'ailier droit Carl Baker pour Morecambe, pour une somme estimée à 50 000 £.
Southport Football Club annonce le lundi 7 avril 2008 que l'entraîneur Peter Davenport et son adjoint Huw Griffiths quittent le club avec effet immédiat. Le club fait part de sa reconnaissance pour tout ce qu'ils ont apporté au Southport Football Club.
L'ancien joueur Gary Brabin se voit d'abord confier le poste jusqu'à la fin de la saison et mène l'équipe jusqu'aux barrages, avant de s'incliner aux tirs au but sur le terrain du Stalybridge Celtic, mais seulement trois jours plus tard, le club annonce ses ambitions en le nommant à temps plein et en conservant ainsi son statut de joueur à temps plein pour une autre saison au moins. Cette nomination cependant n'est pas officialisée, et après une approche de Cambridge United, Brabin quitte Southport pour devenir l'entraîneur de Cambridge le 23 juin 2008.

### Retour à temps partiel: depuis 2008

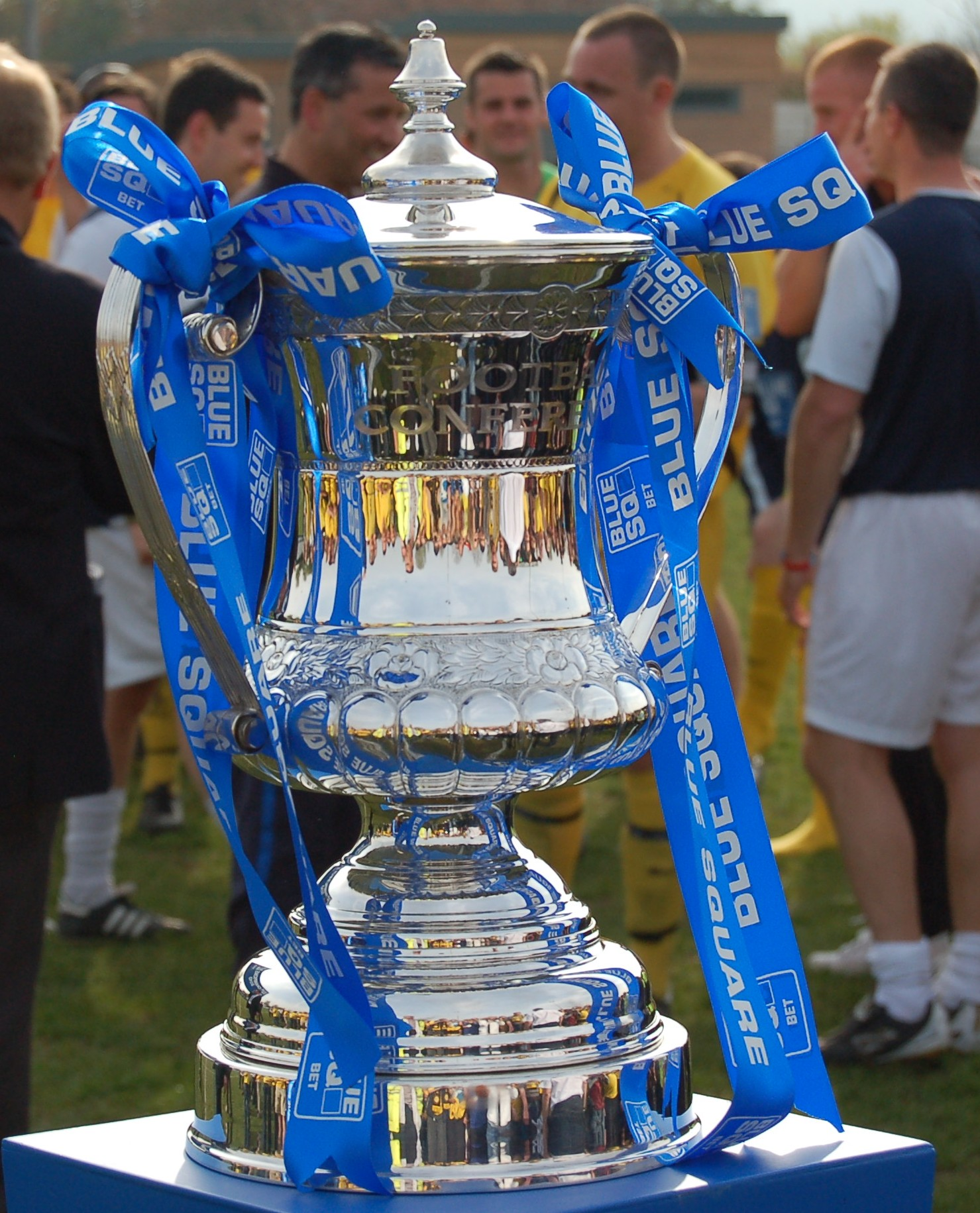
Trophée de Conference North remporté par Southport, saison 2009–2010.

Le 30 juin 2008, le site officiel du club confirme que Liam Watson rejoint Southport en tant qu'entraîneur de l'équipe première après avoir démissionné de Burscough.
Ce changement voit l'arrivée de nombreux joueurs à temps partiel qui ont suivi Watson depuis Burscough, notamment Ciaran Kilheeney, meilleur buteur de la Conference North, Adam Flynn et Anthony McMillan, co-joueurs de l'année, ainsi que d'anciens joueurs de Southport, Matty McGinn, Earl Davis, Robbie Booth et Steve Daly. Les joueurs conservés, Michael Powell et Neil Robinson, choisissent de revenir au football à temps partiel, tandis que Matt Hocking, Neil Prince et le capitaine du club, Chris Holland, quittent le club. Kevin Lee et Tony Gray signent de nouveaux contrats à temps partiel au début de la saison, et Southport est donc pratiquement redevenu un club à temps partiel. Au cours de cette saison, Tony Gray et John Doolan quittent le club, ainsi que Craig Noone, qui rejoint le club de Championship Plymouth Argyle.
Lors de la saison 2008–2009, Southport atteint les barrages de Conference North, après avoir terminé à la cinquième place. Cependant, une défaite à domicile, suivie d'un match nul à l'extérieur contre Gateshead laissent Southport se battre une saison supplémentaire en Conference North. Après seulement quatre défaites en 2009-2010, Southport remporte finalement le titre de champion grâce à une victoire 3-0 à l'extérieur sur Eastwood Town le dernier samedi de la saison, encouragé par plus de 700 Sandgrounders qui se sont déplacés. Ils terminent avec un point d'avance sur leurs voisins Fleetwood Town. Le succès de l'équipe première, qui remporte également le Lancashire FA Challenge Trophy après sa victoire contre Clitheroe au Reebok Stadium, est imité par l'équipe de jeunes du club qui remporte à la fois la Lancashire League et la Conference North Youth League.

### Haut du classement en non-League (2010 à 2017)
En 2010–2011, la première saison après le retour du club en Conference, Southport termine dans la zone de relégation de la Conference National, mais est repêché après que Rushden & Diamonds ait été expulsé de la ligue.
La saison 2011–2012 voit un changement de fortune pour le club, avec la mise en œuvre d'un nouveau programme d'entraînement prolongé qui permet d'améliorer les performances et les résultats. Le 26 novembre 2011, le club bat son record de victoires consécutives à l'extérieur en s'imposant 1-0 sur le terrain de Stockport County, sa huitième victoire consécutive. Bien qu'ayant manqué de peu une place en barrages, après avoir occupé l'une des cinq premières places pendant de longues périodes de la saison, la saison 2011-2012 voit Southport terminer à une très impressionnante septième place, la meilleure place du club en championnat depuis dix ans.
Au cours de la saison 2012–2013, Southport ne réussit pas à réitérer sa performance de la saison précédente et termine à cinq places de la dernière place du classement, juste une place au-dessus de la zone de relégation. Le 17 avril 2013, il est annoncé que Watson quitterait Southport une fois de plus, mais en des termes plus cordiaux, démissionnant, soi-disant, pour « faire une pause ». Peu après, il est nommé entraîneur de l'AFC Telford qu'il fait monter dès sa première saison.
Le 15 mai 2013, Alan Wright est nommé entraîneur de Southport, accompagné de John Hills en tant qu'adjoint. Southport commence la saison 2013-2014 par une victoire 1-0 à domicile contre Luton Town, début d'une série de quatre victoires consécutives à domicile. Cependant, la bonne forme ne dure pas longtemps, une série de huit défaites consécutives à l'extérieur voit l'équipe de Wright tomber dans la seconde moitié du classement. Un match nul 2–2 contre Macclesfield met fin à la série de défaites à l'extérieur, suivi d'une victoire 6-2 contre Marske United au quatrième tour de qualification de la FA Cup et d'une victoire 1-0 contre Cambridge United, précédemment invaincu en tête du classement. Cela semble être le début d'un retournement de situation, mais Southport perd ses six matchs suivants, éliminé à la fois de la FA Cup et du FA Trophy, et installé à la 18e place du classement. Alan Wright quitte le club le vendredi 7 décembre 2013.
Son remplaçant est nommé un jour plus tard, le samedi 8 décembre 2013, en la personne de John Coleman, ancien entraîneur d'Accrington Stanley, qui a déjà joué pour Southport plus de 25 ans auparavant. Under Coleman the club escaped relegation, finishing the season in fine form. This spell also led to a change in the club's training schedule, with sessions during the day, rather than evening, unlike a majority of part-time clubs.
À la consternation des supporters, Coleman n'est pas conservé en tant qu'entraîneur, le conseil d'administration nommant Martin Foyle, ancien entraîneur d'Hereford United. Un certain nombre de joueurs de l'équipe première quittent le club à la fin de la saison (y compris plusieurs joueurs ayant été prêtés), laissant Foyle avec la tâche majeure de reconstruire une équipe pour la saison 2014-2015. Il est licencié en octobre 2014 et remplacé par Gary Brabin, qui revient au club pour la deuxième fois en tant qu'entraîneur. Malgré une participation en FA Cup qui se solde par une défaite au troisième tour contre Derby County, club de Championship, le mandat de Brabin est de courte durée, puisqu'il accepte un poste au centre de formation d'Everton. Paul Carden, adjoint de Brabin, devient entraîneur et est rejoint par Alex Russell en tant qu'adjoint, fils d'Alex Russell, légende du même nom. Le club assure son maintien en Conference une fois de plus en 2015, terminant 19e du championnat.
L'équipe de Carden commence mal la saison 2015-2016, ce qui conduit à son départ du club en novembre 2015, Dino Maamria devient le septième entraîneur de Southport depuis avril 2013 peu de temps après. Le 19 mars 2016, Andy Bishop est nommé entraîneur-joueur intérimaire du club après le départ de Dino Maamria pour des raisons familiales.
Le 6 septembre 2016, le retour de Liam Watson est annoncé, pour un troisième passage, mais dans une nouvelle fonction. Watson rejoint le conseil d'administration aux côtés des hommes d'affaires locaux Nigel Allen et David Barron. Il occupe le poste nouvellement créé de directeur des opérations. Steve Burr est annoncé comme entraîneur de Southport le 8 septembre 2016 à la suite du départ d'Andy Bishop cinq jours plus tôt.
Le 30 janvier 2017, Steve Burr est licencié après une mauvaise série de résultats et alors qu'il se trouve à un point de la zone de relégation. Andy Preece est nommé entraîneur, le onzième depuis avril 2013 mais une autre série de mauvais résultats les fait glisser vers le bas du classement en mars. Le vendredi 14 avril 2017, la relégation de Southport en National League North est confirmée après une défaite 3-0 contre Dover Athletic. Après cette relégation, le président de longue date Charlie Clapham annonce qu'il quittera le conseil d'administration le 21 avril 2017, ainsi que le vice-président Sam Shrouder. Southport se sépare ensuite de son entraîneur Andy Preece le 5 mai 2017.

### National League North et nouveau conseil d'administration
Le 15 mai 2017, il est annoncé que James Treadwell, comptable et supporter du club, deviendrait le nouveau président du club, sa première décision étant d'accueillir l'ancien entraîneur Mark Wright en tant que responsable du développement. Southport nomme Alan Lewer au poste d'entraîneur le 30 mai 2017. La saison 2017–2018 commence bien pour la nouvelle équipe dirigeante, qui remporte cinq de ses huit premiers matchs de championnat. À la suite de la campagne menée par les supporters depuis le mois de mai, Phil Hodgkinson, directeur d'un cabinet d'avocats, rejoint le conseil d'administration le 5 septembre 2017. Ayant perdu leurs six matchs suivants, Wright et Lewer sont licenciés le 26 septembre 2017.
Kevin Davies est nommé entraîneur le 18 octobre 2017 pour un contrat de deux ans et demi. Southport assure sa survie le 21 avril 2018 malgré une défaite 1–0 contre Brackley Town. Malgré cela, Davies est démis de ses fonctions le 30 avril 2018. Après un passage en tant que recruteur pour Scunthorpe United, Liam Watson redevient entraîneur de Southport le 7 mai 2018.
Il est confirmé au cours de l'été 2019 que Phil Hodgkinson se retirait en tant que propriétaire et directeur de Southport afin de pouvoir remplacer Dean Hoyle en tant qu'actionnaire majoritaire et président du club de Championship d'Huddersfield Town. Lors de son départ de Southport, Hodgkinson vend ses parts à Ian Kyle, Steve Porter et à l'entraîneur, Liam Watson, pour créer un nouveau comité directeur.

## Classement par saison
| Année     | Championnat                              | Niveau | J. | V  | N  | D  | Bp. | Bc. | GA  | Pts | Position                                      | Meilleur buteur  | Buts | FA Cup | FA Trophy | Affluence moyenne |
| --------- | ---------------------------------------- | ------ | -- | -- | -- | -- | --- | --- | --- | --- | --------------------------------------------- | ---------------- | ---- | ------ | --------- | ----------------- |
| 2003–2004 | NPL Premier Division                     | 6      | 44 | 20 | 10 | 14 | 71  | 52  | +19 | 70  | 6e sur 23 Transféré                           | Neil Robinson    | 14   | QR2    | R2        | 809               |
| 2004–2005 | Conference North                         | 6      | 42 | 25 | 9  | 8  | 83  | 45  | +38 | 84  | 1er sur 22 Promu                              | Terry Fearns     | 33   | R1     | R4        | 1004              |
| 2005–2006 | Conference National                      | 5      | 42 | 10 | 10 | 22 | 36  | 68  | −32 | 40  | 18e sur 22                                    | Steve Daly       | 12   | R1     | R3        | 1244              |
| 2006–2007 | Conference National                      | 5      | 46 | 11 | 14 | 21 | 57  | 67  | −10 | 47  | 23e sur 24 Relégué                            | Carl Baker       | 11   | QR4    | R2        | 1200              |
| 2007–2008 | Conference North                         | 6      | 42 | 22 | 11 | 9  | 77  | 50  | +27 | 77  | 4e sur 22 Défaite en demi-finale des barrages | Tony Gray        | 19   | QR4    | R1        | 1014              |
| 2008–2009 | Conference North                         | 6      | 42 | 21 | 13 | 8  | 63  | 36  | +27 | 76  | 5e sur 22 Défaite en demi-finale des barrages | Ciaran Kilheeney | 16   | QR3    | QF        | 899               |
| 2009–2010 | Conference North                         | 6      | 40 | 25 | 11 | 4  | 91  | 45  | +46 | 86  | 1er sur 21 Promu                              | Steve Daly       | 18   | R1     | R1        | 924               |
| 2010–2011 | Conference National                      | 5      | 46 | 11 | 13 | 22 | 56  | 77  | −21 | 46  | 21e sur 24                                    | Shaun Whalley    | 8    | R1     | R1        | 1152              |
| 2011–2012 | Conference National                      | 5      | 46 | 21 | 13 | 12 | 72  | 69  | +3  | 76  | 7e sur 24                                     | Tony Gray        | 24   | R1     | R1        | 1290              |
| 2012–2013 | Conference National                      | 5      | 46 | 14 | 12 | 20 | 72  | 86  | −14 | 54  | 20e sur 24                                    | Chris Almond     | 11   | QR4    | QF        | 958               |
| 2013–2014 | Conference National                      | 5      | 46 | 14 | 11 | 21 | 53  | 71  | −18 | 53  | 18e sur 24                                    | Danny Hattersley | 10   | R1     | R1        | 1049              |
| 2014–2015 | Conference National                      | 5      | 46 | 13 | 12 | 21 | 47  | 72  | −25 | 51  | 19e sur 24                                    | Richard Brodie   | 12   | R3     | R1        | 1070              |
| 2015–2016 | National League                          | 5      | 46 | 14 | 13 | 19 | 52  | 65  | −13 | 55  | 16e sur 24                                    | Louis Almond     | 12   | QR4    | R2        | 1133              |
| 2016–2017 | National League                          | 5      | 46 | 10 | 9  | 27 | 52  | 97  | −45 | 39  | 23e sur 24 Relégué                            | Jamie Allen      | 10   | R1     | R2        | 1425              |
| 2017–2018 | National League North                    | 6      | 42 | 14 | 8  | 20 | 60  | 72  | -12 | 50  | 15e sur 22                                    | Jason Gilchrist  | 15   | QR2    | QR3       | 1012              |
| 2018–2019 | National League North                    | 6      | 42 | 13 | 14 | 15 | 58  | 55  | -3  | 50  | 14e sur 22                                    | Jack Sampson     | 15   | R2     | R1        | 1071              |
| 2019–2020 | National League North (Saison Suspendue) | 6      | 32 | 12 | 7  | 13 | 40  | 41  | -2  | 50  | 12e sur 22                                    | David Morgan     | 10   | QR4    | R2        | 1003              |
| 2020–2021 | National League North (Saison Suspendue) | 6      | 14 | 4  | 4  | 6  | 16  | 19  | -3  | 16  | 17e sur 22                                    | Jordan Archer    | 4    | QR3    | R5        | 0                 |
| 2021–2022 | National League North                    | 6      | 42 | 14 | 15 | 13 | 60  | 65  | 5   | 57  | 11e sur 22                                    | Jordan Archer    | 22   | QR4    | R4        | 1081              |
| 2022–2023 | National League North                    | 6      | 46 | 13 | 11 | 22 | 50  | 62  | -12 | 50  | 18e sur 22                                    | Jordan Archer    | 10   | QR2    | R2        | 1030              |

## Palmarès
- 4e division (1) :
  - Champion : 1973
  - Vice-champion : 1967

- 6e division (2) : 
  - Champion : 2005 et 2010

- 7e division (1) :
  - Champion : 2013

- FA Trophy :
  - Finaliste : 1998
- Football League Third Division North Cup (1) :
  - Vainqueur : 1938
- Lancashire Senior Cup (1) :
  - Vainqueur : 1905
- Lancashire Junior Cup (10) :
  - 1920, 1993, 1997, 1998, 2001, 2006, 2008, 2010, 2019, 2022
- Liverpool Senior Cup (11) :
  - Vainqueur : 1931, 1932, 1944, 1958, 1963, 1975, 1991, 1993, 1999, 2011, 2019
- Northern Premier League Challenge Cup (1) :
  - Vainqueur : 1991

## Trust in Yellow
Trust in Yellow est l'association de supporters du club. Il est créé le 26 avril 2006 par un groupe de supporters mécontents du manque de communication entre le club et ses fans, dans le but de s'impliquer davantage et d'avoir leur mot à dire dans la gestion du club. T.I.Y. est membre de Supporter's Direct, un organisme financé par Sport England.

## Entraîneurs
- 1965-1967 :  Billy Bingham
- 1976 / 1980-1981 :  Allan Brown